# Lyncestis fuscifusata
Lyncestis fuscifusata är en fjärilsart som beskrevs av George Francis Hampson 1926. Lyncestis fuscifusata ingår i släktet Lyncestis och familjen nattflyn. Inga underarter finns listade i Catalogue of Life.